# Stefan Campagnolo
Stefan Campagnolo (født 13. marts 1969), sommetider stavet Stephan Campagnolo, er en tidligere fransk målmand i fodbold.

## Spillerkarriere
Campagnolo er født og opvokset i Frankrig, men har danske aner. Som senior fik keeperen repræsenteret de franske fodboldklubber SA Mérignac og US Lormont før han flyttede til Danmark og fortsatte spillerkarrieren i de laverederangerende serieklubber Virum-Sorgenfri Boldklub og dernæst AC Ballerup.
Campagnolo blev hentet til 1. divisionsklubben Boldklubben Frem fra AC Ballerup i foråret 1999 af førsteholdets daværende cheftræner Johnny Petersen og debuterede for Fremmerne den 21. marts 1999 i forbindelse med en 1. divisionskamp på udebane mod Brønshøj Boldklub. Campagnolo opnåede samlet set at blive noteret for 130 kampe på klubbens førstehold og var med på holdet, der sikrede klubben oprykning til Superligaen i 2003/04-sæsonen. Han opnåede at spille to kampe i Superligaen i efterårssæsonen 2003, men brækkede hånden i hvad der skulle ende med at blive hans sidste kamp for Valby-klubben den 3. august 2003 på hjemmebane i Valby Idrætspark mod Brøndby IF. Da hans skadesperiode var ovre, kunne han imidlertid ikke generobre pladsen som førstevalg. I sæsonens sidste par kampe blev Campagnolo derfor udlejet til 2. divisionsklubben Lyngby Boldklub, hvor han i sine tre kampe for klubben var med til at sikre LB's fortsatte forbliven i 2. division.
I juli 2004 underskrev Campagnolo en spillerkontrakt med Hellerup IK, hvor han spillede to hele sæsoner. I sommerpausen 2006 skrev han under på en etårig kontrakt med Lyngby Boldklub gældende frem til og med den 30. juni 2007 og blev førstevalget på målmandsposten i sæsonens første 17 kampe i divisionen. Campagnolos kontrakt blev imidlertid ikke forlænget, da klubledelsen efter oprykningen til Superligaen stillede højere krav med hensyn til træningstider i den kommende sæson, hvilket han med sit fuldtidsjob ikke kunne få til at harmonere sammen. Sammen med kollegaen Morten Juul Hansen var man de eneste to spillere i LB's daværende spillertrup med arbejde ved af fodbolden. I tiden hos Lyngby Boldklub blev Campagnolo i alt blev noteret for 22 kampe og var medvirkende til at skaffe klubben oprykning til Superligaen, da holdet vandt 1. division i 2006/07-sæsonen.
Campagnolo satte sin underskrift på en spillerkontrakt med 2. divisionsklubben Fremad Amager (nyligt nedrykket fra 1. division 2006/07) i sommerpausen 2007. Han skiftede som transferfri til amagerkanerne den 10. juli og debuterede på klubbens førstehold den 5. august samme år i forbindelse med en 2. divisionskamp på udebane i Sundby Idrætspark mod lokalrivalerne B 1908.
I forbindelse med FC Amagers konkurs, blev Campagnolo fri til at finde en ny klub og da ABs reservemålmand fik en skade som ville holde ham ude resten af foråret, blev Campagnolo hentet som erstatning.

## Titler/hæder

### Klub
- Lyngby Boldklub:
  - Vinder af 1. division 2006/07

## Ekstern kilde/henvisning
- Spillerprofil på fca.dk Arkiveret 11. november 2007 hos  Wayback Machine